# Nebojša Popović (basket-ball)
Pour les articles homonymes, voir Nebojša Popović (handball).
Nebojša Popović (Serbe: Небојша Поповић) (né le 8 février 1923 à Irig, dans la province de Voïvodine, en Serbie ; décédé le 20 octobre 2001 à Belgrade, en Serbie) était un joueur, entraîneur et dirigeant serbe de basket-ball. 

## Biographie
Popović joue pour l'Étoile rouge de Belgrade (le club qu'il a cofondé en 1945 - il possède la carte de membre numéro 1) entre 1945 et 1951, puis devient entraîneur de l'équipe entre 1952 et 1955. L'Etoile Rouge remporte dix titres de champions de Yougoslavie entre 1946 et 1955. Il entraîne également l'équipe féminine de l'Etoile Rouge entre 1946 et 1952, l'équipe remportant sept titres consécutifs de championnes de Yougoslavie. Il évolua durant la saison 1951-1952 avec l'équipe italienne de Gallatarese. Avec l'équipe de Yougoslavie, il participe au championnat d'Europe 1947 et au championnat du monde 1950. Il a inscrit le premier point de l'histoire du Championnat du monde de basket-ball masculin. Popovic fut également de l'équipe de Yougoslavie lors du championnat d'Europe 1953 et du championnat du monde 1954. Il devient président de la Fédération de Yougoslavie de basket-ball entre 1985 et 1987, puis président de la commission des compétitions internationales de la FIBA. 
Il fut également journaliste, notamment à La Gazzetta dello Sport durant quatre décennies. En 2007, il est intronisé en tant que contributeur au FIBA Hall of Fame.